# Longjmp
setjmp/longjmp to mechanizm umożliwiający niskopoziomową kontrolę sterowania w języku C bez uciekania się do asemblera. Może być używany np. do implementacji wyjątków.

## Użycie
Należy wywołać funkcję setjmp z argumentem wskazującym bufor skoku.
Funkcja wróci zwracając wartość 0. Następnie jeśli użyjemy funkcji longjmp podając jej jako argumenty bufor skoku i wartość do zwrócenia, sterowanie zostanie przekazane ponownie do miejsca powrotu odpowiadającej funkcji setjmp:
```
 
jmp_buf
 
jbuf
;

 
void
 
foo
()

 
{

    
if
 
(
setjmp
(
jbuf
)
 
!=
 
0
)

    
{

        
printf
(
"world!
\n
"
);

    
}
 
else
 
{

        
printf
(
"Hello, "
);

        
longjmp
(
jbuf
,
 
1
);

    
}

}

```

W powyższym przykładzie wydrukowane zostanie Hello, world!\n.
Ponieważ często chcemy skakać pomiędzy funkcjami, bufor jest zwykle zmienną globalną.
Typ jmp_buf jest typem wskaźnikowym, więc do funkcji setjmp i longjmp przekazujemy jbuf nie &jbuf.
Bufor skoku staje się nieaktualny po wyjściu z funkcji, z której wywołaliśmy setjmp.

## Nagłówki
```
 
int
 
setjmp
(
jmp_buf
 
env
);

 
void
 
longjmp
 
(
jmp_buf
 
env
,
 
int
 
val
);

```

Funkcja jest opisana w standardzie POSIX.

## Przykład
W poniższym przykładzie użyjemy funkcji setjmp i longjmp do implementacji tablic, które zwracają wyjątek w przypadku próby dostępu poza granice tablicy.
```
 
#include
 
<setjmp.h>

 
#include
 
<stdio.h>

 
#include
 
<stdlib.h>

 
jmp_buf
 
array_access_exception
;

 
struct
 
array
 
*
array_access_exception_base
;

 
int
           
array_access_exception_index
;

 
struct
 
array

 
{

    
int
 
*
data
;

    
int
 
size
;

 
};

 
void
 
alloc_array
(
struct
 
array
 
*
array
,
 
int
 
size
)

 
{

    
array
->
data
 
=
 
malloc
(
sizeof
(
int
)
 
*
 
size
);

    
array
->
size
 
=
 
size
;

 
}

 
int
 
read_array
(
struct
 
array
 
*
array
,
 
int
 
offset
)

 
{

    
if
 
(
offset
 
<
 
0
 
||
 
offset
 
>=
 
array
->
size
)

    
{

        
array_access_exception_base
  
=
 
array
;

        
array_access_exception_index
 
=
 
offset
;

        
longjmp
(
array_access_exception
,
 
1
);

    
}

    
return
 
array
->
data
[
offset
];

 
}

 
void
 
write_array
(
struct
 
array
 
*
array
,
 
int
 
offset
,
 
int
 
value
)

 
{

    
if
 
(
offset
 
<
 
0
 
||
 
offset
 
>=
 
array
->
size
)

    
{

        
array_access_exception_base
  
=
 
array
;

        
array_access_exception_index
 
=
 
offset
;

        
longjmp
(
array_access_exception
,
 
2
);

    
}

    
array
->
data
[
offset
]
 
=
 
value
;

 
}

 
void
 
copy_array
(
struct
 
array
 
*
a
,
 
struct
 
array
 
*
b
,
 
int
 
cnt
)

 
{

    
int
 
i
;

    
for
(
i
=
0
;
 
i
<
cnt
;
 
++
i
)

        
write_array
(
b
,
 
i
,
 
read_array
(
a
,
 
i
));

 
}

 
int
 
main
()

 
{

    
struct
 
array
 
a
,
b
;

    
int
 
asz
,
 
bsz
,
 
cnt
;

    
int
 
xretval
;

    
if
((
xretval
 
=
 
setjmp
(
array_access_exception
))
 
!=
 
0
)

    
{

        
fprintf
(
stderr
,
 
"Trying to %s at invalid offset %i of array %p
\n
"
,

                
(
xretval
 
==
 
1
)
 
?
 
"read"
 
:
 
"write"
,

                
array_access_exception_index
,

                
array_access_exception_base
);

        
return
 
1
;

    
}

    
printf
(
"Enter size of array a: "
);

    
scanf
(
"%d"
,
 
&
asz
);

    
printf
(
"Enter size of array b: "
);

    
scanf
(
"%d"
,
 
&
bsz
);

    
printf
(
"How many elements to copy: "
);

    
scanf
(
"%d"
,
 
&
cnt
);

    
alloc_array
(
&
a
,
 
asz
);

    
alloc_array
(
&
b
,
 
bsz
);

    
copy_array
(
&
a
,
 
&
b
,
 
cnt
);

    
return
 
0
;

 
}

```

Próba użycia:
```
 $ ./arrayexcept
 Enter size of array a: 15
 Enter size of array b: 20
 How many elements to copy: 11

 $ ./arrayexcept
 Enter size of array a: 15
 Enter size of array b: 20
 How many elements to copy: 34
 Trying to read at invalid offset 15 of array 0xbffff350

```

array_access_exception to adres aktualnego handlera wyjątku. array_access_exception_base i array_access_exception_index przechowują dodatkowe informacje zwracane przez wyjątek.
Wszystkie funkcje korzystające z tablic, takie jak copy_array, są o wiele prostsze niż funkcje, które sprawdzałaby jawnie granice tablicy.